# Hexameter
Hexameter (av gr. ἑξάμετρος, Hex; sex, och metron; mått) är ett sexfotat versmått med fallande rytm. Den femte foten i en versrad är nästan alltid en daktyl och den avslutande sjätte alltid en troké eller en spondé. Daktyl är den vanligaste foten i hexameter. 
De tvåstaviga fötter som daktylerna kan växla med skulle i den antika, stavelselängdsbaserade metriken vara spondéer, även om troké tilläts i sjätte foten. I svensk metrik, som bygger på stavelsetryck, har det varit praktiskt att tillåta trokéer också inne i verserna och hexameter brukar för svenskans förhållanden beskrivas som ett versmått med daktyler och trokéer. 
Någonstans i versraden skall det normalt finnas en cesur, ett ställe där det vid uppläsning kan kännas naturligt att lägga in en taktvila. Den infaller oftast inuti den tredje foten, så som i versexemplen nedan (illustrerat med lodstreck). Den näst vanligaste cesurplaceringen är inuti den fjärde foten.
Hexameter användes ofta i längre berättande dikter, så kallade epos. Några kända epos på hexameter är Iliaden och Odysséen av Homeros och Aeneiden av Vergilius. Svenska författare som använt detta versmått är till exempel Georg Stiernhielm, Tegnér, Erik Johan Stagnelius och August Strindberg. Även den finlandssvenske Johan Ludvig Runeberg, Finlands nationalskald, är känd för sitt användande av hexameter, Stiernhielm var med sin Hercules från 1600-talet först ut med hexametern i svenskspråkig litteratur.

## Exempel
- Ur Tegnérs Frithiofs saga:

”Voro nu/satta i/hög| kung/Bele och/Torsten den/gamle

där de/själva be-/fallt|, på/var sin/sida av/fjärden.”

- Ur Tove Janssons Farlig midsommar:

”Rädsla jag aldrig har känt (paus)

Och ett lejon jag gladeligt nackar ”